# Déborah Anthonioz
Pour les articles homonymes, voir Anthonioz.
Déborah Anthonioz, née le 29 août 1978 à Thonon-les-Bains, est une snowboardeuse française, spécialiste de l'épreuve du snowboardcross. Elle habite et s'entraîne dans la station des Gets dans le domaine des Portes du Soleil et est licenciée du Club de l'ASPTT d'Annemasse. Elle a été vice-championne olympique de Snowboardcross aux Jeux olympiques d'hiver de 2010 à Vancouver.

## Carrière
Elle a passé une partie de sa jeunesse aux îles Canaries et en Guadeloupe à partir de sept ans. C'est pour la rendre un peu plus "sociable" que sa mère décide d'inscrire sa fille de 14 ans, à leur retour en métropole, dans une discipline où elle est au contact des autres. Ce sera le ski mais, n'ayant pas le niveau, elle est finalement inscrite aux cours de snowboard. Elle a passé ses études à l'IUT d'Annecy pour un DUT Techniques de commercialisation en 2000.
Après une carrière en alpin, stoppée par une blessure à la cheville alors qu'elle devait participer aux JO de Nagano en 1998, elle a repris le chemin de la compétition en 2002 avec le snowboardcross.
En 2005, leader du général à deux mois des Jeux olympiques de Turin, son rêve olympique est interrompu à Whistler par une double fracture du poignet droit.
En 2006, lors des Jeux olympiques d'hiver de 2006 à Turin, elle prend la dixième place de la compétition.
Le 16 février 2010, elle décroche la médaille d'argent aux Jeux olympiques d'hiver de 2010 à Vancouver.
Elle a été élevée, fin 2010, au rang de chevalier de l'Ordre national du Mérite par le Ministère des Sports
Elle remporte la médaille de Bronze aux X-Games à Aspen (États-Unis) en janvier 2011.
Elle a remporté quatre épreuves de la Coupe du monde et a fini deux fois sur le podium de la Coupe du monde, 2e en 2005 et 3e en 2003.
Sélectionnée pour les Jeux olympiques de Sotchi en 2014, elle terminera 15e.
Après la fin de sa carrière professionnelle, elle devient entraîneuse de snowboard aux Gets dans les Alpes françaises. L'une de ses protégées était la snowboardeuse Ellie Soutter, décédée le 25 juillet 2018.

## Palmarès

### Jeux olympiques d'hiver
| Édition/Discipline                        | Snowboardcross |
| Jeux Olympiques d'hiver de 2006 Turin     | 10e            |
| Jeux olympiques d'hiver de 2010 Vancouver | Argent         |

### Championnats du monde
| Épreuve / Édition         | Snowboardcross |
| Mondiaux 2003 Kreischberg | 8e             |
| Mondiaux 2005 Whistler    | 6e             |
| Mondiaux 2007 Arosa       | 11e            |
| Mondiaux 2009 Gangwon     | 12e            |
| Mondiaux 2011 La Molina   | 13e            |
| Mondiaux 2013 Stoneham    | 11e            |

- Double championne du monde junior en snowboard alpin en 1996 et 1997

### Coupe du monde
- 4 victoires sur des épreuves de Coupe du monde
- 2e de la Coupe du monde de snowboard cross en 2005
- 3e de la coupe du monde de snowboard cross en 2003
- 4e de la coupe du monde de snowboard cross en 2002 et 2011
- 5e de la coupe du monde de snowboard cross en 2013 (AUTRICHE)

### Winter X Games
- Finaliste des Winter X Games de 2005
- Médaille de Bronze aux Winter X Games de 2011 à Aspen

### Championnats de France
- Championne de France de snowboardcross : 2005, 2007, 2010
- Vice-Championne de France de snowboardcross : 2004

## Distinctions
Chevalier de l'Ordre national du Mérite en 2010.

## Liend externes
- Ressources relatives au sport :   - CIO
  - EspritBleu
  - Fédération internationale de ski (snowboard)
  - Olympedia
  - X Games